# Mjøstårnet
Mjøstårnet – drewniany budynek wysokościowy w mieście Brumunddal, nad brzegiem jeziora Mjøsa, w regionie Hedmark w Norwegii. Jest najwyższym drewnianym budynkiem na świecie (2019) według „Council on Tall Buildings and Urban Habitat” (Rada ds. Wysokich Budynków i Siedlisk Miejskich).

## Opis
Budowę Mjøstårnet (tłum. „wieża Mjøs”) rozpoczęto w kwietniu 2017 roku. Oddanie budynku do użytku miało miejsce 15 marca 2019 roku. Obiekt ma 85,4 metra wysokości i 18 kondygnacji.
Mjøstårnet został zaprojektowany przez norweskie biuro architektoniczne Voll Arkitekter dla firmy inwestycyjnej Arthura Buchardta AB Invest. Budynek ma drewnianą konstrukcję nośną wykonaną z klejonego drewna laminowanego. Drewniane elewacje, schody, a także szyby mieszczące windy wykonano z drewna w technologii klejonych krzyżowo, drewnianych płyt wielowarstwowych (ang. cross-laminated timber). Poszczególne elementy budynku zostały wyprodukowane przez norweską firmę Moelven Limitre. Drewno użyte do wyprodukowania elementów konstrukcji pochodziło z okolicznych lasów.
Elementami budynku niewykonanymi z drewna są jedynie betonowe stropy, które zastosowano na siedmiu najwyższych piętrach budynku. Ma to uchronić osoby przebywające w budynku przed chorobą morską, przewidywaną podczas kołysania się budynku przy silnym wietrze. Mjøstårnet spełnia surowe wymagania dotyczące odchylenia konstrukcji od pionu podczas huraganów.
W budynku ulokowano pięciogwiazdkowy hotel. W pozostałej części obiektu urządzono apartamenty, biura i restaurację. Na dachu znajduje się taras. Obok budynku wybudowano drewnianą halę o powierzchni 4700 m² mieszczącą pływalnię.
Projekt budynku Mjøstårnet otrzymał nagrody Norwegian Tech Award 2018 i New York Design Awards 2018.